# Slalom géant femmes des championnats du monde de ski alpin 2025
Navigation
Méribel-Courchevel 2023 Crans-Montana 2027

## Médaillées
| Or                | Argent         | Bronze        |
| Federica Brignone | Alice Robinson | Paula Moltzan |

## Résultats
Le départ de la première manche a été donné à 09 h 45  et celui de la deuxième manche à 13 h 15,.
| Rang               | dossard                   | Nom                         | Pays               | Manche 1                | Rang                    | Manche 2                  | Rang                      | Total                     | Diff.                     |
| ------------------ | ------------------------- | --------------------------- | ------------------ | ----------------------- | ----------------------- | ------------------------- | ------------------------- | ------------------------- | ------------------------- |
| Médaille d'or      | 4                         | Federica Brignone           | Italie             | 1 min 10 s 44           | 1                       | 1 min 12 s 27             | 1                         | 2 min 22 s 71             | —                         |
| Médaille d'argent  | 5                         | Alice Robinson              | Nouvelle-Zélande   | 1 min 11 s 11           | 2                       | 1 min 12 s 50             | 2                         | 2 min 23 s 61             | + 0 s 90                  |
| Médaille de bronze | 7                         | Paula Moltzan               | États-Unis         | 1 min 11 s 68           | 3                       | 1 min 13 s 65             | 15                        | 2 min 25 s 33             | + 2 s 62                  |
| 4                  | 1                         | Thea Louise Stjernesund     | Norvège            | 1 min 12 s 22           | 6                       | 1 min 13 s 12             | 9                         | 2 min 25 s 34             | + 2 s 63                  |
| 5                  | 6                         | Lara Gut-Behrami            | Suisse             | 1 min 11 s 84           | 4                       | 1 min 13 s 55             | 13                        | 2 min 25 s 39             | + 2 s 68                  |
| 6                  | 2                         | Sara Hector                 | Suède              | 1 min 11 s 87           | 5                       | 1 min 13 s 72             | 19                        | 2 min 25 s 59             | + 2 s 88                  |
| 7                  | 11                        | Lara Colturi                | Albanie            | 1 min 12 s 92           | 9                       | 1 min 13 s 29             | 10                        | 2 min 26 s 21             | + 3 s 50                  |
| 8                  | 3                         | Zrinka Ljutić               | Croatie            | 1 min 12 s 67           | 8                       | 1 min 13 s 58             | 14                        | 2 min 26 s 25             | + 3 s 54                  |
| 9                  | 20                        | Lena Dürr                   | Allemagne          | 1 min 12 s 33           | 7                       | 1 min 13 s 94             | 22                        | 2 min 26 s 27             | + 3 s 56                  |
| 10                 | 25                        | Britt Richardson            | Canada             | 1 min 14 s 05           | 18                      | 1 min 12 s 55             | 4                         | 2 min 26 s 60             | + 3 s 89                  |
| 11                 | 12                        | Camille Rast                | Suisse             | 1 min 13 s 76           | 13                      | 1 min 13 s 05             | 8                         | 2 min 26 s 81             | + 4 s 10                  |
| 12                 | 18                        | Katharina Liensberger       | Autriche           | 1 min 13 s 37           | 12                      | 1 min 13 s 89             | 21                        | 2 min 27 s 26             | + 4 s 55                  |
| 13                 | 14                        | AJ Hurt                     | États-Unis         | 1 min 13 s 77           | 15                      | 1 min 13 s 54             | 12                        | 2 min 27 s 31             | + 4 s 60                  |
| 14                 | 16                        | Valérie Grenier             | Canada             | 1 min 14 s 52           | 20                      | 1 min 12 s 85             | 7                         | 2 min 27 s 37             | + 4 s 66                  |
| 15                 | 24                        | Maryna Gąsienica-Daniel     | Pologne            | 1 min 14 s 84           | 24                      | 1 min 12 s 55             | 4                         | 2 min 27 s 39             | + 4 s 68                  |
| 16                 | 19                        | Kajsa Vickhoff Lie          | Norvège            | 1 min 13 s 81           | 16                      | 1 min 13 s 67             | 18                        | 2 min 27 s 48             | + 4 s 77                  |
| 17                 | 15                        | Mina Fürst Holtmann         | Norvège            | 1 min 13 s 76           | 13                      | 1 min 13 s 74             | 20                        | 2 min 27 s 50             | + 4 s 79                  |
| 18                 | 21                        | Stephanie Brunner           | Autriche           | 1 min 14 s 90           | 25                      | 1 min 12 s 63             | 6                         | 2 min 27 s 53             | + 4 s 82                  |
| 19                 | 10                        | Nina O'Brien                | États-Unis         | 1 min 13 s 35           | 11                      | 1 min 14 s 27             | 24                        | 2 min 27 s 62             | + 4 s 91                  |
| 20                 | 29                        | Estelle Alphand             | Suède              | 1 min 15 s 20           | 28                      | 1 min 12 s 51             | 3                         | 2 min 27 s 71             | + 5 s 00                  |
| 21                 | 23                        | Neja Dvornik                | Slovénie           | 1 min 14 s 75           | 21                      | 1 min 13 s 65             | 15                        | 2 min 28 s 40             | + 5 s 69                  |
| 22                 | 27                        | Katie Hensien               | États-Unis         | 1 min 14 s 81           | 23                      | 1 min 13 s 66             | 17                        | 2 min 28 s 47             | + 5 s 76                  |
| 23                 | 35                        | Emma Aicher                 | Allemagne          | 1 min 15 s 16           | 27                      | 1 min 13 s 34             | 11                        | 2 min 28 s 50             | + 5 s 79                  |
| 24                 | 26                        | Ana Bucik                   | Slovénie           | 1 min 14 s 77           | 22                      | 1 min 13 s 99             | 23                        | 2 min 28 s 76             | + 6 s 05                  |
| 25                 | 17                        | Wendy Holdener              | Suisse             | 1 min 14 s 00           | 17                      | 1 min 14 s 80             | 26                        | 2 min 28 s 80             | + 6 s 09                  |
| 26                 | 28                        | Michelle Gisin              | Suisse             | 1 min 15 s 14           | 26                      | 1 min 14 s 78             | 25                        | 2 min 29 s 92             | + 7 s 21                  |
| 27                 | 31                        | Magdalena Łuczak            | Pologne            | 1 min 15 s 80           | 32                      | 1 min 15 s 24             | 29                        | 2 min 31 s 04             | + 8 s 33                  |
| 28                 | 43                        | Katharina Truppe            | Autriche           | 1 min 16 s 21           | 34                      | 1 min 14 s 97             | 28                        | 2 min 31 s 18             | + 8 s 47                  |
| 29                 | 41                        | Lisa Nyberg                 | Suède              | 1 min 16 s 32           | 35                      | 1 min 14 s 94             | 27                        | 2 min 31 s 26             | + 8 s 55                  |
| 30                 | 36                        | Hanna Aronsson Elfman       | Suède              | 1 min 15 s 92           |                         | 1 min 16 s 21             | 31                        | 2 min 32 s 53             | + 9 s 82                  |
| 31                 | 40                        | Fabiana Dorigo              | Allemagne          | 1 min 16 s 36           | 36                      | 1 min 16 s 30             | 30                        | 2 min 32 s 66             | + 9 s 95                  |
| 32                 | 47                        | Rebeka Jančová              | Slovaquie          | 1 min 17 s 65           | 37                      | 1 min 17 s 44             | 32                        | 2 min 35 s 09             | + 12 s 38                 |
| 33                 | 48                        | Anina Zurbriggen            | Bulgarie           | 1 min 18 s 32           | 40                      | 1 min 18 s 32             | 33                        | 2 min 36 s 64             | + 13 s 93                 |
| 34                 | 53                        | Molly Butler                | Royaume-Uni        | 1 min 18 s 22           | 39                      | 1 min 19 s 11             | 34                        | 2 min 37 s 33             | + 14 s 62                 |
| 35                 | 46                        | Kim Vanreusel               | Belgique           | 1 min 18 s 10           | 38                      | 1 min 19 s 50             | 35                        | 2 min 37 s 60             | + 14 s 89                 |
| 36                 | 49                        | Gwyneth ten Raa             | Luxembourg         | 1 min 19 s 25           | 42                      | 1 min 20 s 19             | 36                        | 2 min 39 s 44             | + 16 s 73                 |
| 37                 | 52                        | Sarah Schleper              | Mexique            | 1 min 19 s 00           | 41                      | 1 min 21 s 38             | 41                        | 2 min 40 s 38             | + 17 s 67                 |
| 38                 | 45                        | Giselle Gorringe            | Royaume-Uni        | 1 min 19 s 84           | 46                      | 1 min 21 s 16             | 40                        | 2 min 40 s 38             | + 17 s 67                 |
| 39                 | 54                        | Lois Jackson                | Royaume-Uni        | 1 min 20 s 48           | 47                      | 1 min 20 s 62             | 37                        | 2 min 40 s 38             | + 17 s 67                 |
| 40                 | 67                        | Abi Bruce                   | Royaume-Uni        | 1 min 20 s 48           | 47                      | 1 min 20 s 99             | 39                        | 2 min 40 s 38             | + 17 s 67                 |
| 41                 | 61                        | Zita Tóth                   | Hongrie            | 1 min 20 s 92           | 50                      | 1 min 20 s 97             | 38                        | 2 min 40 s 38             | + 17 s 67                 |
| 42                 | 64                        | Aruwin Salehhuddin          | Malaisie           | 1 min 25 s 05           | 55                      | 1 min 23 s 98             | 42                        | 2 min 40 s 38             | + 17 s 67                 |
| 43                 | 79                        | Esma Alić                   | Bosnie-Herzégovine | 1 min 24 s 88           | 53                      | 1 min 24 s 18             | 43                        | 2 min 40 s 38             | + 17 s 67                 |
| 44                 | 57                        | Dora Ljutić                 | Croatie            | 1 min 22 s 40           | 51                      | 1 min 27 s 37             | 47                        | 2 min 40 s 38             | + 17 s 67                 |
| 45                 | 77                        | Nuunu Chemnitz Berthelsen   | Danemark           | 1 min 25 s 74           | 56                      | 1 min 25 s 87             | 44                        | 2 min 51 s 61             | + 28 s 90                 |
| 46                 | 75                        | Mialitiana Clerc            | Madagascar         | 1 min 24 s 79           |                         | 1 min 26 s 97             |                           | 2 min 51 s 76             | + 29 s 05                 |
| 47                 | 65                        | Joyce ten Raa               | Luxembourg         | 1 min 26 s 91           | 58                      | 1 min 26 s 22             | 45                        | 2 min 53 s 13             | + 30 s 42                 |
| 48                 | 82                        | Nikolina Dragoljević        | Bosnie-Herzégovine | 1 min 28 s 34           | 59                      | 1 min 29 s 42             | 48                        | 2 min 57 s 76             | + 35 s 05                 |
|                    | 74                        | Lili Polányi                | Hongrie            | 1 min 26 s 38           | 57                      | Abandon deuxième manche   | Abandon deuxième manche   | Abandon deuxième manche   | Abandon deuxième manche   |
| 68                 | Hanna Majtenyi            | Hongrie                     | 1 min 25 s 02      | 54                      |                         | Abandon deuxième manche   | Abandon deuxième manche   | Abandon deuxième manche   | Abandon deuxième manche   |
| 60                 | Clara-Marie Holmer Vorre  | Danemark                    | 1 min 19 s 65      | 45                      |                         | Abandon deuxième manche   | Abandon deuxième manche   | Abandon deuxième manche   | Abandon deuxième manche   |
| 59                 | Hófi Dóra Friðgeirsdóttir | Islande                     | 1 min 19 s 54      | 44                      |                         | Abandon deuxième manche   | Abandon deuxième manche   | Abandon deuxième manche   | Abandon deuxième manche   |
| 51                 | Anastasiia Shepilenko     | Ukraine                     | 1 min 20 s 53      | 49                      |                         | Abandon deuxième manche   | Abandon deuxième manche   | Abandon deuxième manche   | Abandon deuxième manche   |
| 62                 | Noa Szőllős               | Israël                      | 1 min 19 s 49      | 43                      |                         | Abandon deuxième manche   | Abandon deuxième manche   | Abandon deuxième manche   | Abandon deuxième manche   |
| 39                 | Charlotte Lingg           | Liechtenstein               | 1 min 15 s 41      | 30                      |                         | Abandon deuxième manche   | Abandon deuxième manche   | Abandon deuxième manche   | Abandon deuxième manche   |
| 34                 | Francesca Baruzzi         | Argentine                   | 1 min 15 s 30      | 29                      |                         | Abandon deuxième manche   | Abandon deuxième manche   | Abandon deuxième manche   | Abandon deuxième manche   |
| 22                 | Clara Direz               | France                      | 1 min 14 s 16      | 19                      |                         | Abandon deuxième manche   | Abandon deuxième manche   | Abandon deuxième manche   | Abandon deuxième manche   |
| 9                  | Julia Scheib              | Autriche                    | 1 min 12 s 94      | 10                      |                         | Abandon deuxième manche   | Abandon deuxième manche   | Abandon deuxième manche   | Abandon deuxième manche   |
|                    | 88                        | Bernadett Balogh Lorinc     | Roumanie           | 1 min 28 s 91           | 60                      | Disqualification          | Disqualification          | Disqualification          | Disqualification          |
|                    | 30                        | Lara Della Mea              | Italie             | 1 min 15 s 45           | 31                      | Non partante              | Non partante              | Non partante              | Non partante              |
|                    | 87                        | Maria Nikoleta Kaltsogianni | Grèce              | 1 min 30 s 49           | 61                      | Ne se sont pas qualifiées | Ne se sont pas qualifiées | Ne se sont pas qualifiées | Ne se sont pas qualifiées |
| 83                 | Ioana Corlățeanu          | Roumanie                    | 1 min 30 s 61      | 62                      |                         | Ne se sont pas qualifiées | Ne se sont pas qualifiées | Ne se sont pas qualifiées | Ne se sont pas qualifiées |
| 81                 | Lirika Deva               | Kosovo                      | 1 min 30 s 72      | 63                      |                         | Ne se sont pas qualifiées | Ne se sont pas qualifiées | Ne se sont pas qualifiées | Ne se sont pas qualifiées |
| 86                 | Andrea Loizidou           | Chypre                      | 1 min 34 s 61      | 64                      |                         | Ne se sont pas qualifiées | Ne se sont pas qualifiées | Ne se sont pas qualifiées | Ne se sont pas qualifiées |
| 89                 | Manon Chad                | Liban                       | 1 min 35 s 42      | 65                      |                         | Ne se sont pas qualifiées | Ne se sont pas qualifiées | Ne se sont pas qualifiées | Ne se sont pas qualifiées |
| 91                 | Albina Ivanova            | Kirghizistan                | 1 min 36 s 35      | 66                      |                         | Ne se sont pas qualifiées | Ne se sont pas qualifiées | Ne se sont pas qualifiées | Ne se sont pas qualifiées |
| 95                 | Melina Gounaris           | Grèce                       | 1 min 37 s 33      | 67                      |                         | Ne se sont pas qualifiées | Ne se sont pas qualifiées | Ne se sont pas qualifiées | Ne se sont pas qualifiées |
| 97                 | Olga Paliutkina           | Kirghizistan                | 1 min 37 s 44      | 68                      |                         | Ne se sont pas qualifiées | Ne se sont pas qualifiées | Ne se sont pas qualifiées | Ne se sont pas qualifiées |
| 99                 | Zahra Alizadeh            | Iran                        | 1 min 37 s 67      | 69                      |                         | Ne se sont pas qualifiées | Ne se sont pas qualifiées | Ne se sont pas qualifiées | Ne se sont pas qualifiées |
| 93                 | Valeriya Kovaleva         | Ouzbékistan                 | 1 min 39 s 21      | 70                      |                         | Ne se sont pas qualifiées | Ne se sont pas qualifiées | Ne se sont pas qualifiées | Ne se sont pas qualifiées |
| 90                 | Sabina Rejepova           | Ouzbékistan                 | 1 min 39 s 63      | 71                      |                         | Ne se sont pas qualifiées | Ne se sont pas qualifiées | Ne se sont pas qualifiées | Ne se sont pas qualifiées |
| 100                | Atena Kiashemshaki        | Iran                        | 1 min 41 s 09      | 72                      |                         | Ne se sont pas qualifiées | Ne se sont pas qualifiées | Ne se sont pas qualifiées | Ne se sont pas qualifiées |
| 98                 | Sarah Stephan             | Liban                       | 1 min 42 s 36      | 73                      |                         | Ne se sont pas qualifiées | Ne se sont pas qualifiées | Ne se sont pas qualifiées | Ne se sont pas qualifiées |
| 104                | Aanchal Thakur            | Inde                        | 1 min 44 s 44      | 74                      |                         | Ne se sont pas qualifiées | Ne se sont pas qualifiées | Ne se sont pas qualifiées | Ne se sont pas qualifiées |
| 103                | Arba Pupovci              | Kosovo                      | 1 min 45 s 22      | 75                      |                         | Ne se sont pas qualifiées | Ne se sont pas qualifiées | Ne se sont pas qualifiées | Ne se sont pas qualifiées |
| 101                | Christa Rahme             | Liban                       | 1 min 53 s 96      | 76                      |                         | Ne se sont pas qualifiées | Ne se sont pas qualifiées | Ne se sont pas qualifiées | Ne se sont pas qualifiées |
| 107                | Debora Timalsina          | Népal                       | 2 min 16 s 44      | 77                      |                         | Ne se sont pas qualifiées | Ne se sont pas qualifiées | Ne se sont pas qualifiées | Ne se sont pas qualifiées |
| 106                | Celine Marti              | Haïti                       | 2 min 24 s 02      | 78                      |                         | Ne se sont pas qualifiées | Ne se sont pas qualifiées | Ne se sont pas qualifiées | Ne se sont pas qualifiées |
|                    | 109                       | Sandhya Sandhya             | Inde               | Abandon première manche | Abandon première manche | Abandon première manche   | Abandon première manche   | Abandon première manche   | Abandon première manche   |
| 108                | Kseniya Grigoreva         | Ouzbékistan                 |                    | Abandon première manche | Abandon première manche | Abandon première manche   | Abandon première manche   | Abandon première manche   | Abandon première manche   |
| 96                 | Eloise King               | Hong Kong                   |                    | Abandon première manche | Abandon première manche | Abandon première manche   | Abandon première manche   | Abandon première manche   | Abandon première manche   |
| 94                 | Evridiki Dimitrof         | Grèce                       |                    | Abandon première manche | Abandon première manche | Abandon première manche   | Abandon première manche   | Abandon première manche   | Abandon première manche   |
| 85                 | Kiana Sakkal              | Liban                       |                    | Abandon première manche | Abandon première manche | Abandon première manche   | Abandon première manche   | Abandon première manche   | Abandon première manche   |
| 80                 | Ina Likić                 | Bosnie-Herzégovine          |                    | Abandon première manche | Abandon première manche | Abandon première manche   | Abandon première manche   | Abandon première manche   | Abandon première manche   |
| 78                 | Dóra Körtvélyessy         | Hongrie                     |                    | Abandon première manche | Abandon première manche | Abandon première manche   | Abandon première manche   | Abandon première manche   | Abandon première manche   |
| 76                 | Ariana Haben Ribeiro      | Portugal                    |                    | Abandon première manche | Abandon première manche | Abandon première manche   | Abandon première manche   | Abandon première manche   | Abandon première manche   |
| 73                 | Maria Constantin          | Roumanie                    |                    | Abandon première manche | Abandon première manche | Abandon première manche   | Abandon première manche   | Abandon première manche   | Abandon première manche   |
| 72                 | Maria-Eleni Tsiovolou     | Grèce                       |                    | Abandon première manche | Abandon première manche | Abandon première manche   | Abandon première manche   | Abandon première manche   | Abandon première manche   |
| 71                 | Kiana Kryeziu             | Kosovo                      |                    | Abandon première manche | Abandon première manche | Abandon première manche   | Abandon première manche   | Abandon première manche   | Abandon première manche   |
| 70                 | Ceren Reyhan Yıldırım     | Turquie                     |                    | Abandon première manche | Abandon première manche | Abandon première manche   | Abandon première manche   | Abandon première manche   | Abandon première manche   |
| 69                 | Nino Tsiklauri            | Géorgie                     |                    | Abandon première manche | Abandon première manche | Abandon première manche   | Abandon première manche   | Abandon première manche   | Abandon première manche   |
| 66                 | Yuliia Makovetska         | Ukraine                     |                    | Abandon première manche | Abandon première manche | Abandon première manche   | Abandon première manche   | Abandon première manche   | Abandon première manche   |
| 63                 | Matilde Schwencke         | Chili                       |                    | Abandon première manche | Abandon première manche | Abandon première manche   | Abandon première manche   | Abandon première manche   | Abandon première manche   |
| 62                 | Noa Rabou                 | Pays-Bas                    |                    | Abandon première manche | Abandon première manche | Abandon première manche   | Abandon première manche   | Abandon première manche   | Abandon première manche   |
| 58                 | Elvedina Muzaferija       | Bosnie-Herzégovine          |                    | Abandon première manche | Abandon première manche | Abandon première manche   | Abandon première manche   | Abandon première manche   | Abandon première manche   |
| 56                 | Noa Blok                  | Pays-Bas                    |                    | Abandon première manche | Abandon première manche | Abandon première manche   | Abandon première manche   | Abandon première manche   | Abandon première manche   |
| 55                 | Phoebe Heaydon            | Australie                   |                    | Abandon première manche | Abandon première manche | Abandon première manche   | Abandon première manche   | Abandon première manche   | Abandon première manche   |
| 50                 | Kiara Derks               | Pays-Bas                    |                    | Abandon première manche | Abandon première manche | Abandon première manche   | Abandon première manche   | Abandon première manche   | Abandon première manche   |
| 42                 | Madeleine Sylvester-Davik | Norvège                     |                    | Abandon première manche | Abandon première manche | Abandon première manche   | Abandon première manche   | Abandon première manche   | Abandon première manche   |
| 38                 | Clarisse Brèche           | France                      |                    | Abandon première manche | Abandon première manche | Abandon première manche   | Abandon première manche   | Abandon première manche   | Abandon première manche   |
| 37                 | Erika Pykäläinen          | Finlande                    |                    | Abandon première manche | Abandon première manche | Abandon première manche   | Abandon première manche   | Abandon première manche   | Abandon première manche   |
| 32                 | Cassidy Gray              | Canada                      |                    | Abandon première manche | Abandon première manche | Abandon première manche   | Abandon première manche   | Abandon première manche   | Abandon première manche   |
| 13                 | Marta Bassino             | Italie                      |                    | Abandon première manche | Abandon première manche | Abandon première manche   | Abandon première manche   | Abandon première manche   | Abandon première manche   |
| 8                  | Sofia Goggia              | Italie                      |                    | Abandon première manche | Abandon première manche | Abandon première manche   | Abandon première manche   | Abandon première manche   | Abandon première manche   |
|                    | 105                       | Tanuja Thakur               | Inde               | Diqualification         | Diqualification         | Diqualification           | Diqualification           | Diqualification           | Diqualification           |
| 102                | Mahsa Yarkhah             | Inde                        |                    | Diqualification         | Diqualification         | Diqualification           | Diqualification           | Diqualification           | Diqualification           |
| 92                 | Sadaf Savehshemshaki      | Iran                        |                    | Diqualification         | Diqualification         | Diqualification           | Diqualification           | Diqualification           | Diqualification           |
| 84                 | Lee Wen-yi                | Taipei chinois              |                    | Diqualification         | Diqualification         | Diqualification           | Diqualification           | Diqualification           | Diqualification           |
|                    | 33                        | Adriana Jelinkova           | Tchéquie           | Non partante            | Non partante            | Non partante              | Non partante              | Non partante              | Non partante              |

## References
1. ↑  « Résultats de la première manche », International Ski Federation (consulté le 13 février 2025)
2. ↑  « Résultats finaux », International Ski Federation (consulté le 13 février 2025)